# Iveco 320.45 WTM
Le Fiat-IVECO 320.45 WTM est un camion militaire transporteur de char, fabriqué par IVECO D.V., la filiale défense du groupe italien Fiat-IVECO à partir de 1978. C'est un camion tactique extra lourd en configuration 8x8, spécialement conçu à des fins militaires et contrairement à la plupart de ses concurrents, ce n'est pas une version militarisée d'un camion commercial civil. Ce véhicule a été développé pour répondre à la demande de l'armée italienne voulant un véhicule capable de remorquer un char Leopard 1 (ou similaire) dans des conditions tout-terrain. 

## Le Fiat-IVECO 320.45 WTM
Le Fiat-IVECO 320.45 WTM peut remorquer des éléments pesant jusqu'à 60 tonnes grâce à une semi-remorque produite par Bartoletti. C'est un camion tactique à haute mobilité, conçu pour offrir la mobilité maximale pour répondre aux applications logistiques militaires. Ce véhicule permet un passage à gué jusqu'à 1,0 m et peut circuler dans les conditions climatiques les plus hostiles, de -30°C à +45°C. 
L'IVECO 320.42 WTM utilise une cabine de commande avancée avec un toit souple ou rigide. La cabine basculante accueille le conducteur et trois passagers. Pour garantir les meilleures  performances en tout-terrain, la sellette d'attelage est entièrement articulée.
Pour faciliter le chargement et le déchargement, deux treuils d'une capacité de 20,0 tonnes sont placés derrière la cabine. Pour une utilisation sur terrain sablonneux, une version spéciale désert est disponible équipée des pneus simples de 14,00 x 24 sur l'essieu avant et de 24,00 x 20,5 sur les essieux arrière. Le poids à vide de cette version est réduit à 14,7 tonnes.
Sur les deux modèles, standard et désert, un système de refroidissement spécial haute performance est prévu pour une utilisation lorsque le moteur fonctionne à l'arrêt pendant des opérations de chargement et de déchargement prolongées.
L'IVECO 320.42 WTM dispose de plusieurs équipements en option : 
- cabine double pour six personnes,
- crochet de remorquage pour remorques standard,
- réservoir de carburant auxiliaire,
- treuil auto-récupérateur monté à l'avant,
- kit de passage à gué pour les obstacles d'eau jusqu'à 1,2 mètre de profondeur,
- ralentisseur hydrodynamique.

L'IVECO 320.45 WTM a été remplacé dans l'armée italienne par le transporteur de chars IVECO M1100.50 WTM dont l'appellation dans l'armée italienne est ASTRA SMH 88.50.

## Pays utilisateurs
- Italie
- Iveco ne dévoile jamais la liste de ses clients si ceux-ci ne le font pas.